# 182-es busz (Budapest)
A budapesti 182-es jelzésű autóbusz az Alacskai úti lakótelep és a Kőbánya-Kispest között közlekedik. A járatot az ArrivaBus Kft. üzemelteti.
A vonalon munkanapokon este 20 óra után, valamint hétvégén és ünnepnapokon elsőajtós felszállási rend van érvényben.

## Története
2007. szeptember 3-án a 82-es buszt 184-esre, a 182-est 284E-re, a 82A-t 182-esre, a 182A-t 282E-re változtatták és változatlan útvonalon közlekedtek tovább.
2008. december 28-ától a KöKi Terminál bevásárlóközpont építési munkálatai miatt megszűnt a Kőbánya-Kispestnél lévő autóbusz-végállomás, helyette a buszok a korábbi P+R parkoló helyén kialakított ideiglenes végállomásra érkeztek. 2011. június 21. és október 3. között, az M3-as metró Kőbánya-Kispest állomásának átépítése miatt a metróra való közvetlen átszállás érdekében, a Határ útig meghosszabbított útvonalon közlekedett. Az új autóbusz-végállomás elkészültével, október 4-étől ismét csak Kőbánya-Kispestig közlekedik.
2021. július 24-étől hétvégente és ünnepnapokon, valamint 2024. január 19-étől munkanapokon este 20 óra után csak az első ajtónál lehet felszállni, ahol a járművezető ellenőrzi az utazási jogosultságot.

## Járművek
2015 novemberéig a BKV Ikarus 260-as, Ikarus 263-as, Ikarus 412-es, Van Hool A300 és Van Hool A330 CNG típusú autóbuszai közlekedtek a vonalon. November 2-ától a viszonylaton a VT-Arriva (mai nevén ArrivaBus) MAN Lion’s City típusú autóbuszai közlekednek.
A BKV 2008-as paraméterkönyve szerint a vonalon hétköznapokon 4 db Ikarus 412-es alacsony padlós és 13 db Ikarus 260-as magas padlós autóbusz közlekedett , jelenleg még (2025-ben) is előfordulnak hétvégén a vonalon Ikarus 412-es alacsony padlós autóbuszok.

## Útvonala
| Alacskai úti lakótelep felé |
| Kőbánya-Kispest M vá. – Keleti bejáró út – Vak Bottyán utca – Derkovits Gyula utca – Nefelejcs utca – Ráday Gedeon utca – Haladás utca – Petőfi utca – Gilice tér – Cziffra György utca – Szabadka utca – Száva utca – Halomi út – Királyhágó út – Nemes utca – Alacskai úti lakótelep vá.                         |
| Kőbánya-Kispest felé |
| Alacskai úti lakótelep vá. – Nemes utca – Királyhágó út – Halomi út – Száva utca – Szabadka utca – Cziffra György utca – Gilice tér – Petőfi utca – Haladás utca – Bessenyei György utca – Ráday Gedeon utca – Nefelejcs utca – Derkovits Gyula utca – Vak Bottyán utca – Keleti bejáró út – Kőbánya-Kispest M vá. |

## Megállóhelyei
Az átszállási kapcsolatok között a Kőbánya-Kispest és Varjú utca között azonos útvonalon közlekedő 182A busz nincsen feltüntetve.
| 0  | Kőbánya-Kispest M végállomás      | 26 | 68, 85, 85E, 93, 93A, 98, 98E, 132E, 136, 148, 151, 184, 193E, 200E, 202E, 268, 282E, 284E 575, 576, 577, 578, 580, 581 S21 S36 G43 S50 G50 Z50 IC, sebesvonat, gyorsvonat, expresszvonat P+R (KöKi Terminál) P+R (Kőbánya-Kispest) |
| 1  | Wesselényi utca                   | 24 | 184 |
| 2  | Bocskai utca                      | 23 | 184 |
| 3  | Csillag utca                      | 22 | 184 |
| 4  | Hőerőmű                           | 21 | 184 |
| 5  | Tinódi utca                       | 20 | 184 |
| 7  | Lakatos úti lakótelep             | 19 | 36, 184 |
| 8  | Mikszáth Kálmán utca              | 18 | 184 |
| 9  | Csörötnek utca                    | 17 | 184 |
| 10 | Thököly út                        | 16 | 184 |
| 11 | Lőrinci temető                    | 15 | 93, 93A, 184, 198, 217, 217E, 282E, 284E |
| 13 | Regény utca                       | 14 | 93, 93A, 183, 184, 198, 217E, 236, 236A, 282E, 284E |
| 14 | Szarvas csárda tér                | 13 | 93, 93A, 183, 184, 198, 217, 217E, 236, 236A, 282E, 284E 50 577 |
| 15 | Wlassics Gyula utca               | 11 | 183, 184, 198, 282E, 284E |
| 16 | Dobozi utca                       | 11 | 183, 184, 198, 282E, 284E |
| 16 | Varjú utca                        | 10 | 183, 184, 198, 282E, 284E |
| 18 | Gilice tér                        | 9  | 183, 282E |
| 19 | Sas utca                          | 8  | 183, 282E |
| 19 | Dalmady Győző utca                | 7  | 183, 282E |
| 20 | Gyékény tér                       | 6  | 282E |
| 21 | Olt utca                          | 6  | 282E |
| 22 | Nagyenyed utca                    | 5  | 282E |
| 23 | Tarkő utca                        | 4  | 282E |
| 24 | Királyhágó út (↓) Halomi út (↑)   | 3  | 166, 266, 282E |
| 25 | Kétújfalu utca                    | 2  | 166, 266, 282E |
| 26 | Tölgy utca (↓) Alacskai út (↑)    | 1  | 166, 254E, 255E, 266, 282E |
| 27 | Alacskai úti lakótelep végállomás | 0  | 166, 254E, 255E, 266, 282E |